# Sofyan Djalil
Sofyan A. Djalil né le 23 septembre 1953 à Aceh, est un homme politique indonésien.

## Biographie
Il a été ministre de la Planification agraire et spatiale de l'Indonésie sous le Cabinet de travail du président Joko Widodo et le cabinet Indonésie En avant. Auparavant, il a été Ministère des entreprises publiques Indonésie au Cabinet Indonésie Unie.
D'octobre 2004 à mai 2007, il a été ministre de la communication et des technologies de l'information dans le même cabinet. Du 26 octobre 2014 au 12 août 2015, il a été élu ministres de coordination des affaires économiques Indonésie sous la période du Cabinet de travail par le président Jokowi, il a ensuite été remplacé par Darmin Nasution lors du remaniement. Il a ensuite été ministre de la Planification du développement national ou chef du Bappenas du 12 août 2015 au 27 juillet 2016 et a été remplacé par Bambang Brodjonegoro lors du deuxième remaniement ministériel.